# Sainte-Eulalie (Ardèche)
Sainte-Eulalie – miejscowość i gmina we Francji, w regionie Owernia-Rodan-Alpy, w departamencie Ardèche.
Według danych na rok 1990 gminę zamieszkiwały 302 osoby, a gęstość zaludnienia wynosiła 14 osób/km² (wśród 2880 gmin regionu Rodan-Alpy Sainte-Eulalie plasuje się na 1327. miejscu pod względem liczby ludności, natomiast pod względem powierzchni na miejscu 439.).

## Populacja

Populacja Sainte-Eulalie w latach 1962-2008